# Glyptorhaestus punctatus
Glyptorhaestus punctatus är en stekelart som först beskrevs av Thomson 1890.  Glyptorhaestus punctatus ingår i släktet Glyptorhaestus och familjen brokparasitsteklar. Arten är reproducerande i Sverige. Inga underarter finns listade i Catalogue of Life.